# Chauliodus macouni
A Chauliodus macouni a csontos halak (Osteichthyes) főosztályának sugarasúszójú halak (Actinopterygii) osztályába, ezen belül a nagyszájúhal-alakúak (Stomiiformes) rendjébe és a mélytengeri viperahalfélék (Stomiidae) családjába tartozó faj.

## Előfordulása
A Chauliodus macouni a Csendes-óceán északi felén él; nyugaton a Bering-tengertől Japánig, míg keleten az Alaszkai-öböltől Alsó-Kalifornia (Baja California) középső részéig fordul elő. A Kaliforniai-öbölben is megtalálható.

## Megjelenése

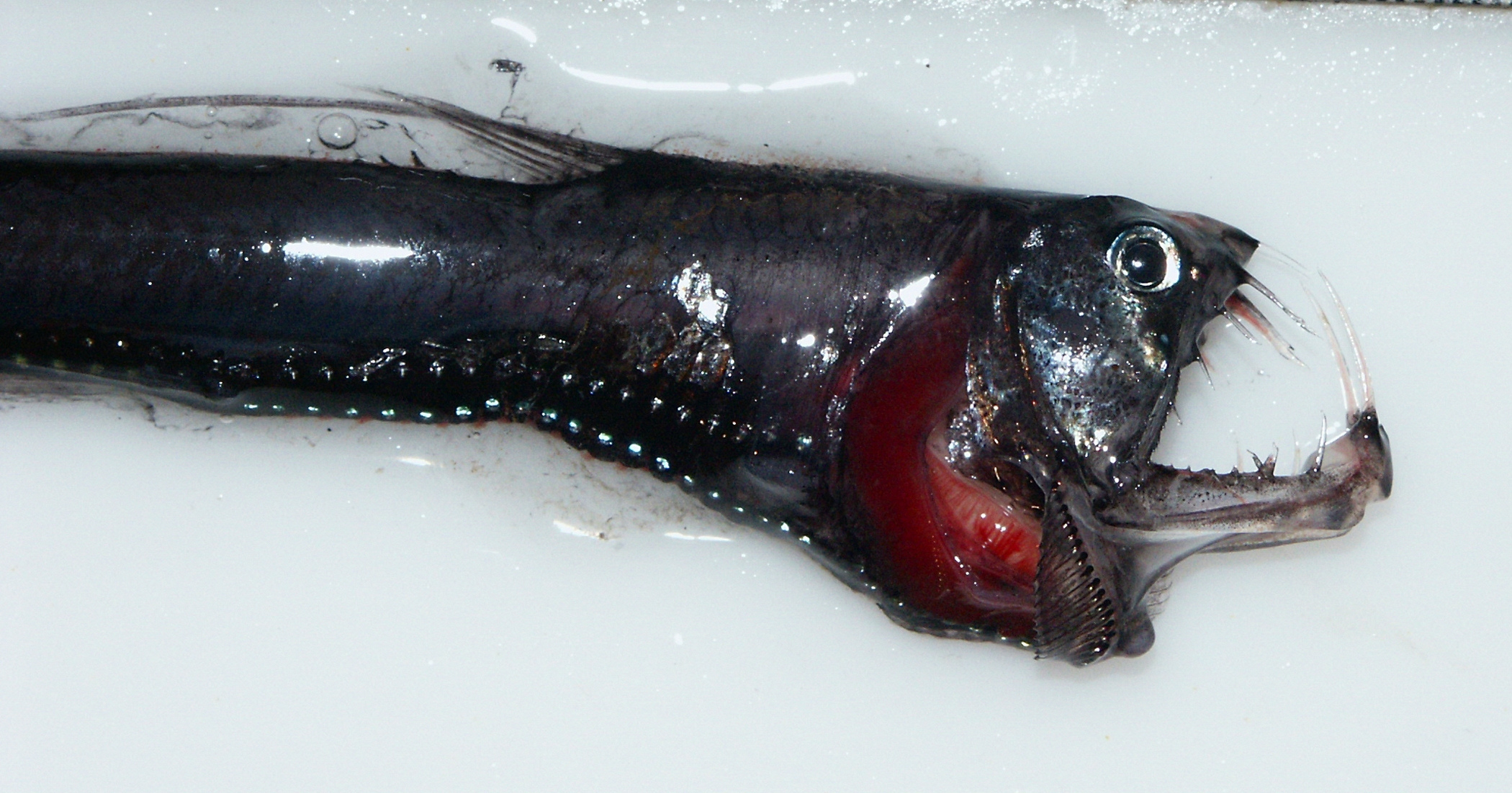
Egy kifogott példány

Hossza elérheti a 25,4 centimétert, tömege a 23,4 grammot. 56-62 csigolyája van. A hátúszó első sugara igen hosszú, a zsírúszója a farok alatti úszó mögött található, a hasúszók hosszúak és keskenyek. Testszíne a sötét barnától a feketéig változik. A hasán világítószervsorok vannak.

## Életmódja
Mélytengeri halfaj, amely 25-4390 méteres mélységekben él. Éjszaka feljön a vízfelszínére. Tápláléka planktoni rákok, nyílférgek (Chaetognatha) és halak.
Legfeljebb 8 évig él.

## Szaporodása
A Chauliodus macouni ikrákkal szaporodik. Az ikrák és a kikelt lárvák a planktonnal úsznak.

## Felhasználása
Ezt a halat vonóhálóval halásszák.